# 少弐冬資
少弐 冬資（しょうに ふゆすけ）は、南北朝時代の武将。少弐氏8代当主。少弐頼尚の次男。

## 生涯
父・頼尚の娘婿となり擁立された足利直冬より偏諱を受けて冬資と名乗る（兄・直資の名乗りも同様とされる）。
この頃九州では菊池氏や征西大将軍・懐良親王などの南朝勢力が台頭し、北朝勢力（幕府方）は押されていた。父・頼尚は直冬を擁立するなど一時期は南朝と同調していたが、直冬が没落し、南朝と共通の敵であった九州探題・一色範氏の撃破に成功すると南朝と敵対するようになっていた。正平14年/延文4年（1359年）、筑後川の戦いで菊池武光ら南朝に敗れ、兄・直資が戦死すると、冬資が代わって嫡子となるが、正平16年/康安元年（1361年）に大宰府有智山城を追われた父・頼尚が隠居、これを受けて家督を継いだものとされる。
当主を務めることとなった冬資は大友氏や島津氏と協力して南朝と戦う一方で、幕府から新たな九州探題を派遣してくれるように要請していた。時の将軍・足利義満はこれに応じて建徳2年/応安4年（1371年）、今川貞世（了俊）を探題として送り込んだ。冬資も了俊の許へ参じ、応安5年/文中元年（1372年）2月に大内弘世と共に大将を任され筑前国の多良倉城と鷹見城を攻撃した。このとき冬資は敗退するも、安芸国の毛利氏・吉川氏、備後国の長井氏・山内氏、石見国の周布氏らの尽力もあって両城を落とすに至り、更に8月には南朝征西府の政庁となっていた大宰府も北朝方の手に取り戻した。
天授元年/永和元年（1375年）、了俊は菊池氏の本拠肥後国制圧のため、肥後水島（現・熊本県菊池市七城町）に進軍した際、九州の有力武家である島津氏久・大友親世と冬資を召集した。氏久と親世は参陣したが、冬資はこの頃、宗像大宮司家の社領に対し押妨や違乱を繰り返しては了俊に止めるよう通告されるなどしており、、筑前の支配権を九州探題の直轄にすべく少弐氏を抑圧する方針を採り始めていた了俊と対立し、参陣しなかった。了俊から冬資を参陣させるよう命を受けた氏久は、両者の対立を憂慮したため冬資を説得、冬資は渋々水島に参陣したが、歓迎の宴の最中に了俊の意を受けていた今川仲秋に斬られ暗殺された（水島の変）。
家督は弟・頼澄が継ぎ、少弐一族は再び南朝方と同調して了俊に抵抗した。